# Iglesia de Nuestra Señora de la Asunción (Tamajón)
La iglesia de la Asunción es un templo católico situado en un pequeño montículo al norte de la localidad de Tamajón, en el noroeste de la provincia de Guadalajara (España). Fue construido en el siglo XIII en estilo románico y reformado en el siglo XVI siguiendo un estilo renacentista.

## Historia
En el siglo XII pertenecía al Común de la Villa y Tierra de Atienza y durante el siglo XV a la familia de los Mendoza.

## Descripción

### Planta
El templo presenta la orientación litúrgica habitual con una ligera desviación (NE 62°).

Su planta, románica del siglo XIII, es rectangular de tres tramos y tres naves (2) con cabecera (3) plana, galería porticada (7) adosada a la fachada sur y torre (6) ubicada en la fachada de poniente lado meridional.

El acceso al templo se efectúa por el pórtico (1) de la fachada sur a través de la galería porticada.
Existía otro acceso en la fachada de poniente, actualmente cegado.
Fue realizada en mampostería, salvo el ábside, pórtico sur y la galería porticada que lo fueron en sillería caliza.

El templo sufrió importantes reformas en el siglo XVI.
En el interior destaca la capilla de los Montúfar (4) del siglo XVI, cuyas tallas se perdieron durante la guerra civil española.
El exterior del pórtico presenta una serie de canecillos con representaciones humanas y zoomorfas.
Tiene dos relojes de sol en la fachada sur; uno de ellos, el mayor, está grabado en la piedra de la fachada; el otro, pequeño, en piedra blanca, adosado a esa fachada, está datado en 1990 y es obra de J. Esteban.

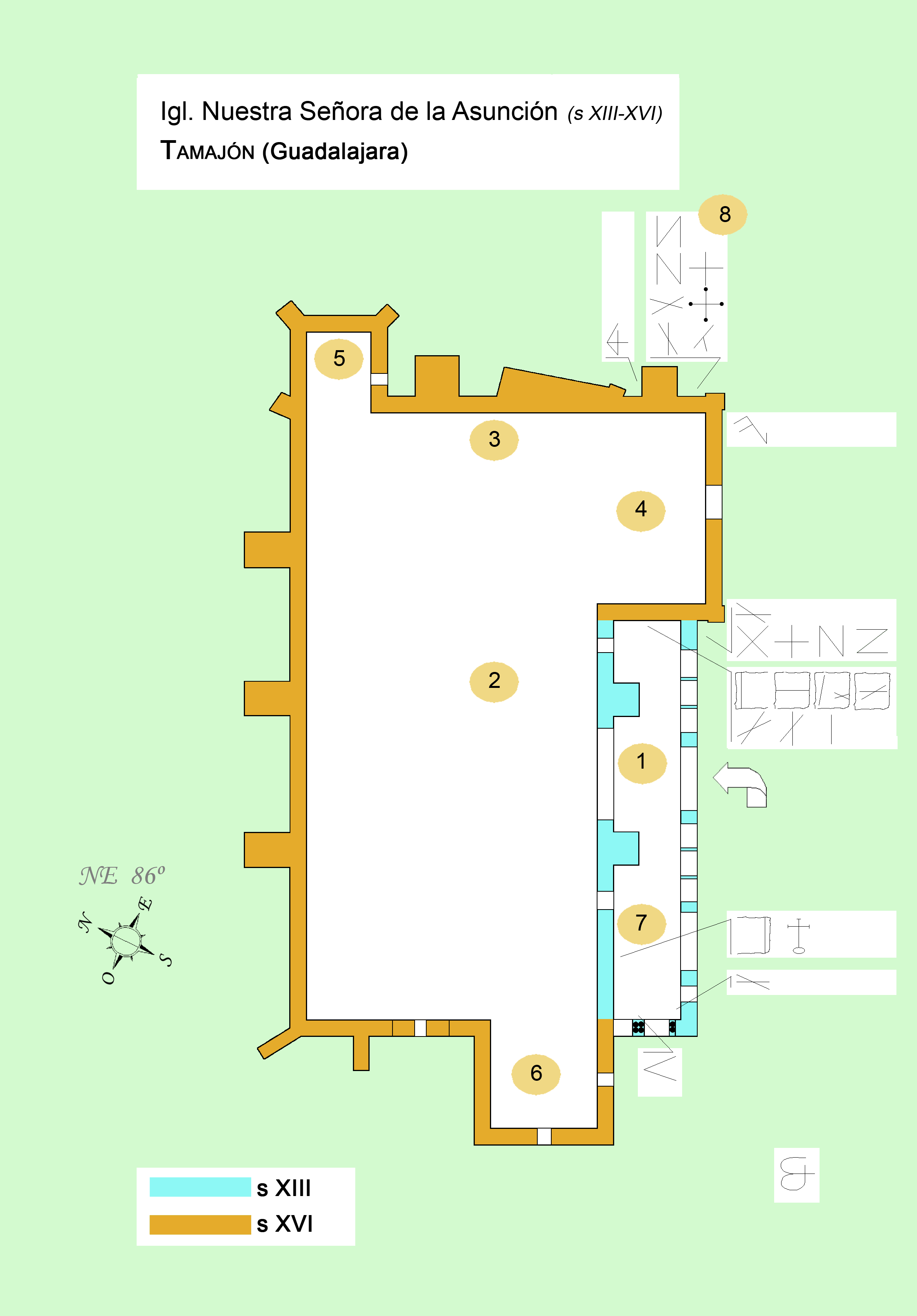
Aprox. a la planta de la Iglesia y Signos lapidarios.

 Leyenda de la imagen
1. Pórtico sur; acceso al templo.
2. Nave.
3. Altar Mayor y Ábside.
4. Capilla de los Montúfar.
5. Sacristía
6. Torre.
7. Galería porticada.
8. Signos Lapidarios.

### Marcas de cantero

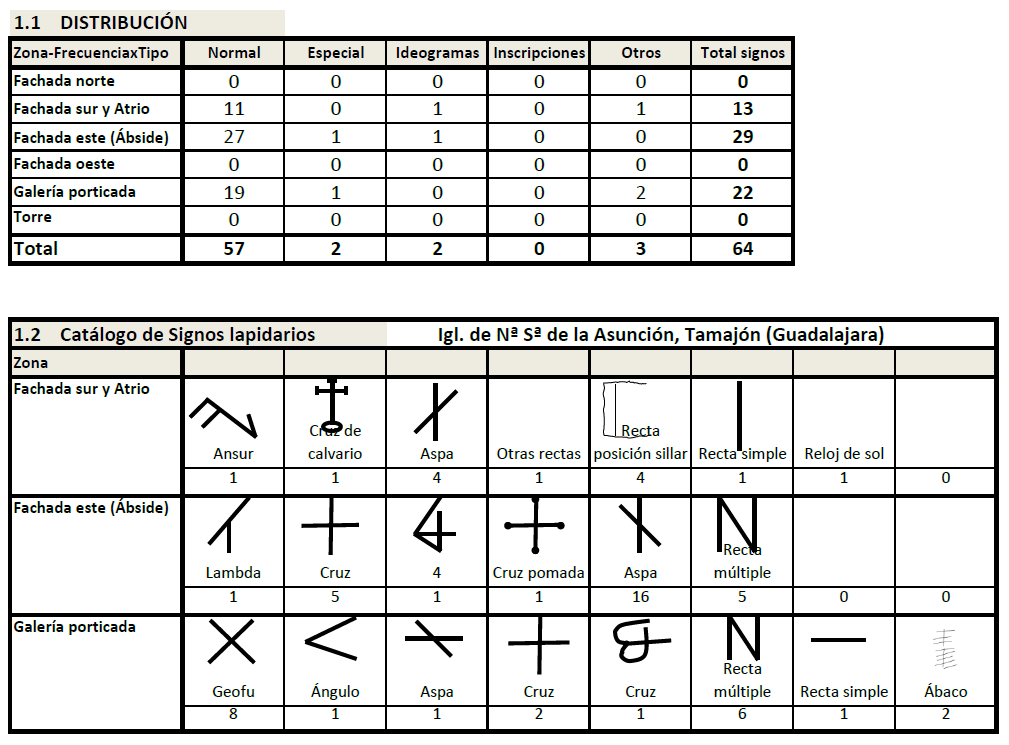
Catálogo de signos lapidarios del templo. Ver Planta.

Se han identificado un total de 64 signos de 19 tipos y 3 diseños de tipos diversos, situadas en el exterior del templo.